# Megalaria jemtlandica
Megalaria jemtlandica är en lavart som först beskrevs av Theodor 'Thore' Magnus Fries och Almq., och fick sitt nu gällande namn av Alan M. Fryday. Megalaria jemtlandica ingår i släktet Megalaria, och familjen Megalariaceae. Arten är reproducerande i Sverige.